# Kammersänger
Kammersänger (o Kammersängerin para las mujeres cantantes), abreviación: "Ks", significa literalmente "Cantante de cámara". Es un título honorífico conferido a cantantes líricos de méritos destacados. Históricamente, el título fue otorgado por los príncipes o reyes cuando era denominado Hofkammersänger(in), o sea: Cantante de la Corte. Actualmente, en Austria lo otorga el Ministerio Federal de Educación, Arte y Cultura; en Hamburgo, el Senado de la Ciudad Libre y Hanseática; en Baviera, el Ministerio de Educación, Cultura, Ciencia y Arte; y así en los demás Länder alemanes.  

## Países
El título se da en Alemania, por parte de los Länder, y en Austria por lo general por recomendación de las instituciones nacionales y locales. En la antigua República Democrática Alemana, algunas salas de conciertos eran las que otorgaban esta designación. 
El equivalente en Suecia es hovsångare (o hovsångerska para las mujeres).
Es frecuente que los y las cantantes honrados con el título lo antepongan a su nombre, por ejemplo: el Kammersänger Wolfgang Schmidt....

## Titulados

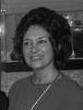
Edda Moser

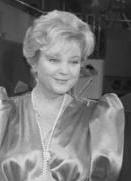
Lucia Popp

Mimi Coertse

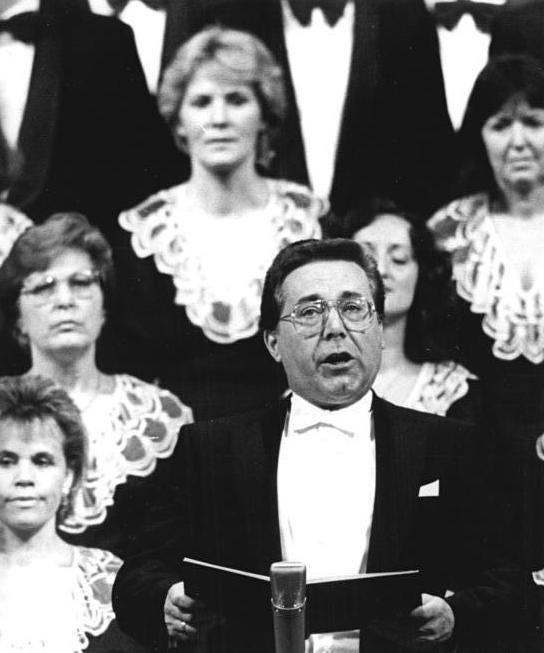
Peter Schreier

Algunos de los destacados cantantes de ópera que han recibido este título honorífico son:

### Voces femeninas
- Lotte Lehmann
- Maria Jeritza
- Viorica Ursuleac
- Maria Cebotari
- Martha Mödl
- Lisa della Casa
- Sena Jurinac
- Agnes Baltsa
- Gundula Janowitz
- Christa Ludwig
- Elisabeth Schwarzkopf
- Edita Gruberova
- Montserrat Caballé,[4] soprano
- Edda Moser,[5] soprano
- Erna Sack,[6] soprano
- Natalie Dessay,[6] soprano
- Lucia Popp,[7] soprano
- Pilar Lorengar,[8] soprano
- Diana Damrau,[9] soprano
- Birgit Nilsson,[10] soprano
- Christel Goltz, soprano
- Anna Tomowa Sintow,[11] soprano
- María Reining,[12] soprano
- Elisabeth Grümmer,[13] soprano
- Mimi Coertse,[14] soprano
- Helen Donath,[15] soprano
- Hilde Zadek,[16] soprano
- Helene Wildbrunn,[17] soprano
- Ljuba Welitsch,[18] soprano
- Rosette Anday,[19] Mezzosoprano
- Evelyn Lear
- Soile Isokoski,[20] soprano
- Bernarda Fink
- Waltraud Meier
- Evelyn Herlitzius
- Elina Garanca
- Anja Kampe
- Anja Harteros

### Voces masculinas
Francisco Araiza, tenor.
- Francisco Araiza
- José Carreras, Tenor
- Tito Schipa, tenor
- Alfredo Kraus,[21] tenor
- Jonas Kaufmann
- Ramón Vargas,[22] tenor
- Jukka Rasilainen,[23] bajo-barítono
- Josef Manowarda,[24] tenor
- Peter Schreier,[25] tenor
- Peter Lagger,[26] bajo
- Oskar Hillebrandt,[27] barítono
- Vladimir Ruzdjak,[28] tenor
- Carlos Álvarez,[4] barítono
- Wolfgang Schmidt (tenor), tenor
- Roland Schubert, bajo
- Wolfgang Schöne,[29] bajo-barítono
- Falk Struckmann,[30] bajo-barítono
- Kurt Rydl,[31] bajo
- Andrea Scheibner,[32] bajo-barítono
- Andreas Conrad,[33] tenor
- Otto Wiener,[34] bajo-barítono
- Eberhard Wächter,[35] barítono
- Anton Dermota,[36] Tenor
- Peter Schreier,[37] Tenor
- Theo Adam,[38] bajo-barítono
- José van Dam,[39] bajo-barítono
- Hans Sotin,[40] bajo
- Armin Ude,[41] tenor
- Gustav Neidlinger,[42] bajo-barítono
- Bernd Weikl, barítono[43]
- José Cura, tenor[44]
- Plácido Domingo, tenor
- Kurt Moll, bajo
- Luciano Pavarotti, tenor
- Hermann Prey, barítono
- Juan Diego Flórez, tenor ligero